# Alexander Iwanowitsch Perwi
Alexander Iwanowitsch Perwi (russisch Александр Иванович Первий, ukrainisch Олександр Іванович Первій; * 28. Oktober 1960 in Biloserske, Oblast Donezk, Ukraine; † 25. September 1985 in Donezk) war ein sowjetischer Gewichtheber.

## Sportliche Karriere
Perwis erster internationaler Wettkampf war 1980 im Mittelgewicht bis 75 kg, nachdem er vorher bereits bei sowjetinternen Wettkämpfen auffiel. Bei der Europameisterschaft belegte er hinter Assen Slatew und Nedeltscho Kolew mit einem Zweikampfergebnis von 347,5 kg den dritten Platz. Außerdem gewann Perwi bei den Olympischen Spielen 1980 in Moskau die Silbermedaille erneut hinter Slatew. Dies bedeutete gleichzeitig die Vizeweltmeisterschaft im Mittelgewicht, da WM und Olympische Spiele 1980 als eine Veranstaltung ausgetragen wurden. Perwi erzielte 357,5 kg und lag somit 2,5 kg hinter Slatew.
Nachdem Slatew 1981 ins Leichtschwergewicht bis 82,5 kg wechselte, fiel Perwi eigentlich die Favoritenrolle zu, allerdings wechselte im selben Jahr Janko Russew vom Leicht- ins Mittelgewicht und verwies bei der WM in Lille Perwi mit 360 kg zu 357,5 kg auf den zweiten Platz.
1982 folge Perwi schließlich seinem Konkurrenten Slatew ins Leichtschwergewicht bis 82,5 kg und erzielte bei der Weltmeisterschaft 1982 392,5 kg im Zweikampf, wodurch er sich hinter Slatew mit 400 kg platzierte.
Im Alter von 25 Jahren starb Alexander Perwi an den Folgen eines Herzinfarkts.

## Sonstiges
- Perwi stellte während seiner Karriere vier Weltrekorde auf, drei davon im Stoßen und einen im Zweikampf.

## Bestleistungen
- Reißen: 175,0 kg in der Klasse bis 82,5 kg bei der WM 1982.
- Stoßen: 223,5 kg in der Klasse bis 82,5 kg.
- Zweikampf: 392,5 kg in der Klasse bis 82,5 kg bei der WM 1982.